# Juifs rouges

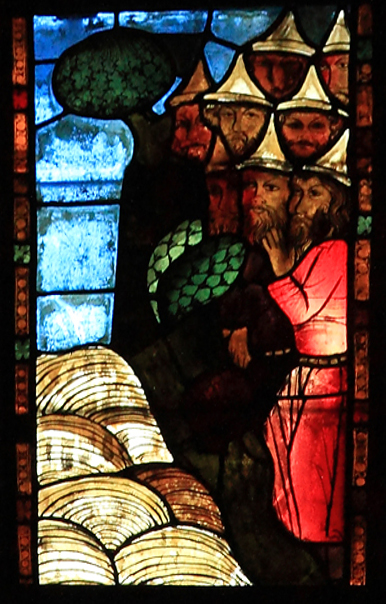
Les Juifs rouges attendent la fin des temps au bord du Sambation – Vitrail de l'église Sainte-Marie à Francfort-sur-l'Oder.

Les Juifs rouges (en yiddish : rojite jidlech ou royte yidn) habitent, d'après une légende médiévale, au bout du monde, quelque part en Asie du Nord-Est, au-delà du fleuve mythique Sambation. Ce fleuve coupe ce peuple juif du reste du monde car, pendant la semaine, le fleuve gronde et rugit empêchant toute traversée et pendant le Chabbat, où il se calme, les Juifs ont l'interdiction de le traverser. Ce n'est qu'à la venue du Messie qu'ils pourront le traverser et leur venue sera le signe de la fin des temps.

## Origine de la légende
L'origine de cette légende remonte à l'histoire des Dix tribus perdues d'Israël, qui après la destruction du royaume d'Israël au VIIIe siècle av. J.-C., ne sont pas revenues de la captivité à Babylone et qui sont considérées comme perdues.
Le terme rojite jidlech (Juifs rouges) est mentionné dans le roman picaresque en yiddish Massoes binjomin haschlischi (Les Voyages de Benjamin III) de Mendele Moicher Sforim (1836-1917), qui s'inspire de la tradition ashkénaze des Juifs d'Europe de l'Est, en reprenant une légende existante en Allemagne depuis le XIIIe siècle.
Dans une de ses nouvelles les plus connues, Les Trois Mariages, l'écrivain de langue yiddish Isaac Leib Peretz commence son récit par : 
« Loin, loin par-delà les Montagnes des Ténèbres, de l'autre côté du Sambatyon, se trouve une région appelée le Pays des Merveilles, où vivent les Juifs rouges. Dans sa capitale, dans le domaine royal de la Pierre de la Foi, existait autrefois un grand palais de marbre blanc. Avec ses centaines de colonnes dorées et ses milliers de fenêtres brillantes comme du diamant, ce palais était magnifique comme l'était le luxueux parc qui formait une mer de verdure autour de lui. »
Cette légende trouverait son origine de la fusion de plusieurs éléments : tout d'abord de l'histoire des Dix tribus perdues, de l'autre d'un épisode de l'histoire d'Alexandre le Grand en Orient qui selon une légende aurait repoussé et rejeté des peuples barbares derrière un mur énorme et infranchissable, et enfin de la légende de Gog et Magog, deux nations représentant les forces du mal,, qui s'échapperaient, selon l'Apocalypse de Jean, à la fin du monde, mais qui finalement seront balayés par le Messie triomphant. Les Juifs rouges sont devenus, dans l'imaginaire chrétien, à l'instar de Gog et Magog ou des peuples barbares d'Alexandre le Grand, une armée supplémentaire de l'Antéchrist.
Le rôle des Juifs rouges dans la légende juive correspond à une image opposée de la conception chrétienne. Les Juifs rouges sont de puissants guerriers qui traverseront le fleuve Sambation après l'arrivée du Messie pour libérer le peuple juif de l'esclavage et le venger des milliers d'années d'abus et d'oppression.

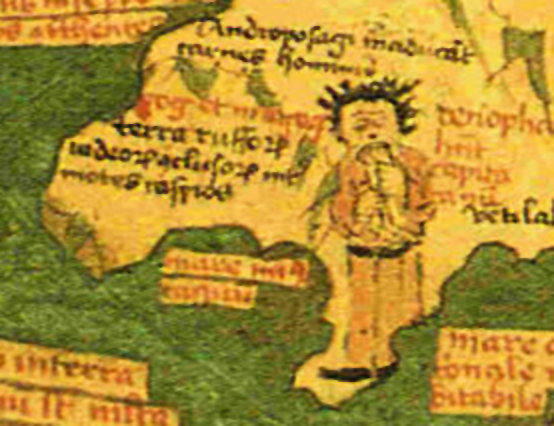
La carte du monde d'Andreas Walsperger de 1449 localisant les Juifs rouges du côté de Gog et Magog, à l'Est des mangeurs d'hommes (sur la carte, l'est est à gauche et le sud en haut).

## Les Juifs rouges au Moyen Âge
L'existence des Juifs rouges est considérée au Moyen Âge comme sûre, ainsi apparaissent-ils dans plusieurs Mappae mundi, cartes du monde médiéval, comme d'ailleurs d'autres peuples fabuleux. Ils sont situés au nord-est, dans les environs de Gog et Magog, des mangeurs d'hommes et d'autres peuples sauvages. Ce n'est qu'à partir du début du XVIIe siècle qu'ils disparaissent progressivement de la cartographie.

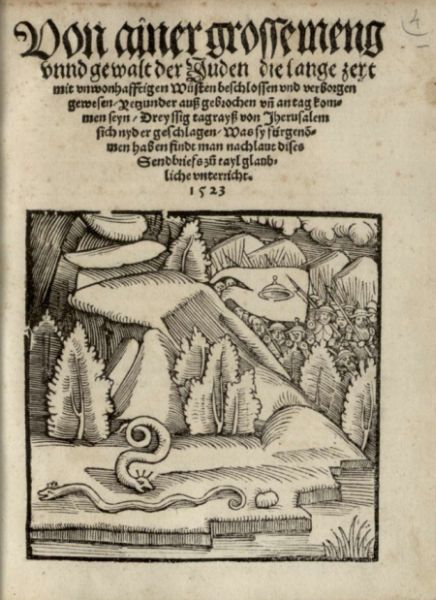
Le libelle d'Heinrich Steiner de 1523.

En période de haute tension et d'attente générale millénariste de la fin du monde, la distribution de brochures et d'épitres propagent et accréditent la nouvelle de la venue supposée de Juifs rouges. Ainsi un libelle imprimé de 1523 en vieil allemand d'Heinrich Steiner d'Augsbourg :
« Von ainer grosse meng
vnnd gewalt der Juden die lange zeyt
mit vnwonhafftigen Wüsten beschlossen vnd verborgen
gewesen / Yetzunder auß gebrochen vnd an tag kommen seyn.
(En grand  nombre et avec grande violence, les Juifs qui depuis longtemps
avaient décidé de se cacher dans le désert,
 maintenant se sont répandus et arrivent.) »
Le document présente une troupe lourdement armée de Juifs, reconnaissables à leur chapeau pointu, traversant les montagnes dans l'obscurité. Devant eux, le fleuve Sambation coule tranquillement. Plus loin, l'imprimé mentionne que l'armée des Juifs, après déjà 30 jours de marche, se trouve devant Jérusalem où elle campe.
Cette peur millénariste ne se cristallise pas uniquement sur les Juifs. Plusieurs fois au XVIe siècle, il est fait aussi mention d'invasions de Tartares.
Inversement, l'attente messianique juive, poussée à l'extrême à l'époque du faux messie Sabbataï Tsevi, conduit les communautés juives à attendre de façon quotidienne des nouvelles du retour des Dix tribus perdues.

## Origine du nomJuifs rouges
Concernant la dénomination de Juifs rouges, plusieurs théories ont été émises pour expliquer la couleur rouge associée à ce peuple légendaire : 
- Au Moyen Âge, principalement en terre germanique, la couleur rouge a une connotation négative ; en particulier, la barbe rousse ou les cheveux roux sont un signe de mensonge et de malice, comme dans ce poème en vieil allemand :

« Im was der bart und daჳ hâr
Beidiu rôt, viurvar.
Von den selben hœre ich sagen,
Daჳ si valschiu herze tragen.'
(Ses cheveux et sa barbe étaient tous les deux d'un rouge flamme.
Des gens avec une telle couleur de cheveux, je dis qu'ils sont corrompus dans leur cœur) »
- Ésaü est associé à Édom qui en hébreu (אדום), signifie « rouge ». Pour le christianisme, les chrétiens sont le peuple de la Nouvelle Alliance et le verus Israel (vrai Israël), tandis que les Juifs sont identifiés à Édom.
- Les Juifs rouges ont été associés aux Khazars blancs, un peuple semi-nomade turc d’Asie centrale qui s'est converti au judaïsme et qui, d'après des sources arabes, aurait des cheveux roux et des yeux bleus[5]. Une théorie similaire est développée par l'historien Kevin Alan Brook[6].

Du côté juif, le rouge a une connotation plutôt positive, car associé au roi David, qui d'après la tradition biblique a les cheveux roux ou le teint rouge (Samuel - livre 1: 16:12). Comme David a terrassé Goliath, les Juifs rouges terrasseront le christianisme et l'islam ennemis des Juifs.
Dès la fin du XVIe siècle, d'après Andrew Gow, le terme « Juifs rouges » cesse d'être employé dans l'imaginaire chrétien. Mais le procédé de transmission culturelle fonctionne en sens inverse. Alors que la légende juive avait contribué au mythe chrétien des Juifs rouges, le terme des « Juifs rouges » est préservé dans l'imagination juive d'Europe de l'Est comme die royte yidn, non pas comme les sauvages démoniaques de l'antisémitisme chrétien, mais comme des coreligionnaires lointains et puissants jouissant de l'indépendance et de la liberté manquantes aux Juifs d'Europe. Les yiddishisants ne pensent nullement que di royte yidn sont nécessairement roux. Le terme est employé pour les tribus perdues vivant dans un pays des merveilles supposé réel.